# محمد بن بشر العبدي
أبو عبد الله محمد بن بشر بن الفرافصة بن المختار بن رديح العبدي الكوفي أحد رواة الحديث النبوي.
ولد في خلافة هشام بن عبد الملك. قال أحمد بن المعدل الفقيه هو ابن عمنا، نجتمع نحن وهو في المختار.  حدث عن: هشام بن عروة، والأعمش، وأبي حيان التيمي، وإسماعيل بن أبي خالد، وزكريا بن أبي زائدة، وعبيد الله بن عمر، ومجمع بن يحيى، ومحمد بن عمرو، وسلام بن أبي عمرة، وحجاج الصواف، وحجاج بن دينار، وعبد العزيز بن عمر بن عبد العزيز، وهانئ بن هانئ الجهني، وابن أبي عروبة، وشعبة، وسفيان، ومسعر وخلق. وينزل إلى أن يروي عن إسحاق بن سليمان الدارمي. حدث عنه: جعفر بن عون رفيقه، وعلي بن المديني، وإسحاق بن راهويه، وأبو بكر بن أبي شيبة وأخوه عثمان، وابن نمير، وأبو كريب، وأبو سعيد الأشج، وهارون الحمال، وأحمد بن الفرات، وعبد بن حميد، وأحمد بن يحيى الصوفي، وأحمد بن سليمان الرهاوي، والحسن بن علي بن عفان، ومحمد بن عاصم، وعباس الدوري، وآخرون.
وثقه يحيى بن معين وغيره. قال أبو عبيد الأجري: «سألت أبا داود عن سماع محمد بن بشر من ابن أبي عروبة، فقال هو أحفظ من كان بالكوفة». روى الكديمي، عن أبي نعيم قال لما خرجنا في جنازة مسعر، جعلت أتطاول في المشي، فقلت يجيئوني فيسألوني عن حديث مسعر، فذاكرني محمد بن بشر العبدي بحديث مسعر، فأغرب علي سبعين حديثا لم يكن عندي منها إلا حديث واحد.

## وفاته
قال البخاري وغيره مات سنة 203 هـ .